# Margraviato de Meissen
La Marca o Margraviato de Meissen (en alemán: Mark(grafschaft) Meißen), algunas veces Marca de Misnia, fue un principado medieval, una marca del Sacro Imperio Romano Germánico en la región del moderno estado alemán de Sajonia. Creada a partir de la Marca Geronis en 965, se fusionó con el Electorado de Sajonia en 1423.
La Marca de Meissen en ocasiones era denominada Marca Turingia o Marca de Turingia. Sin embargo, usualmente, este era el término para la parte oriental de la marca de Meissen, esto es, el territorio al este del río Elba hasta el río Saale, un territorio habitado por eslavos. Anteriormente, la "marca Turingia" era denominada "marca Soraba".

## Fundación

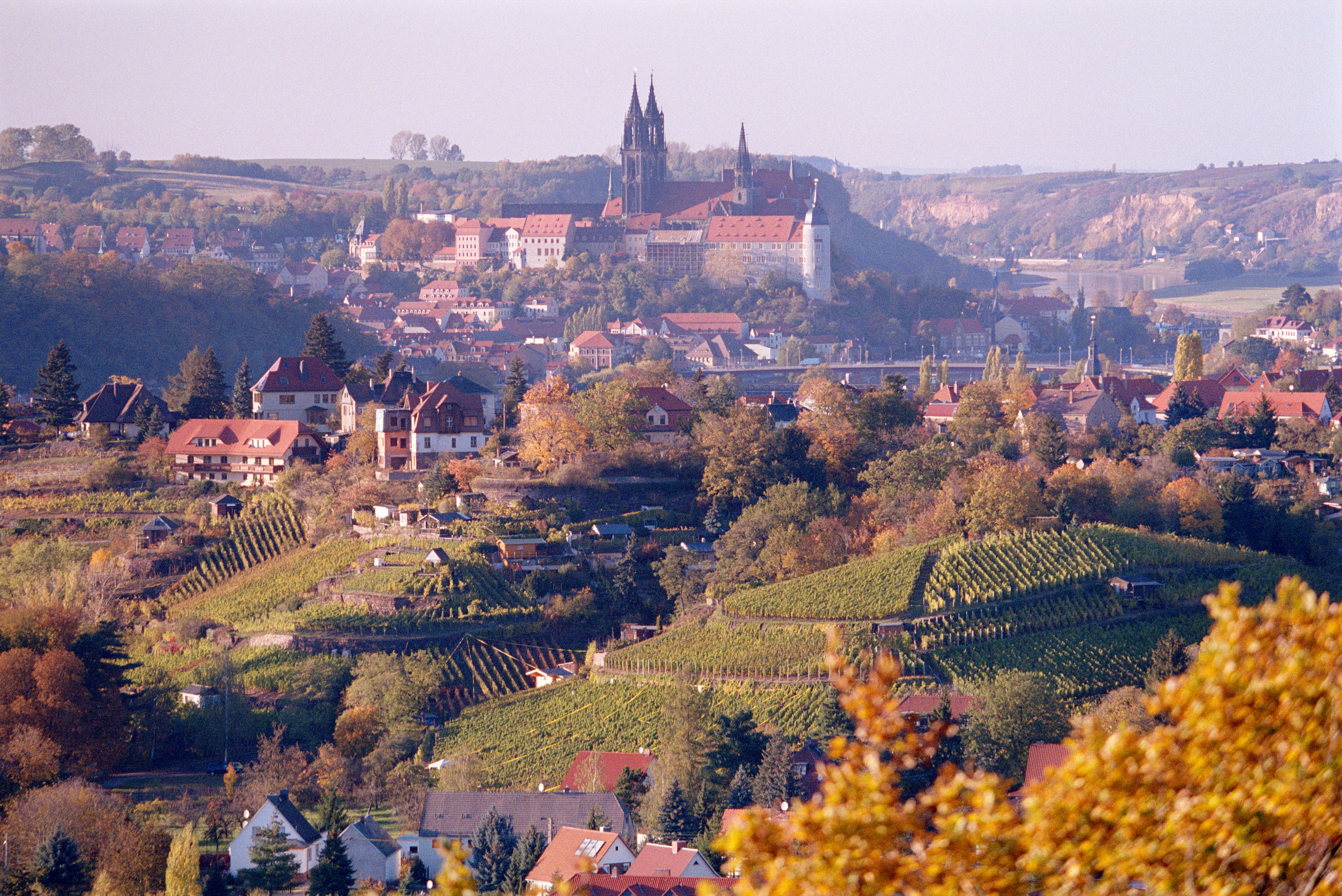
Meissen, con el Albrechtsburg y la Catedral de los Santos Juan y Donato en la distancia.

En 928 o 929, durante una campaña contra la tribu eslava glomacze, el rey Enrique I el Pajarero construyó un castillo en una colina sobre el río Elba. La futura ciudad de Albrechtsburg fue entonces llamada Meissen, por el cercano arroyo de Meisa. Pronto se desarrolló una población al pie de la fortaleza. Enrique, sin embargo, no intentó germanizar a los eslavos ni crear una cadena de burgwards que le sirvieran de apoyo para su nuevo castillo y asentamiento, así que Meissen fue establecida de forma aislada, como Brandenburgo, con poca administración a su alrededor. Con el tiempo, sin embargo, la población creció y Meissen se  convirtió en una de las ciudades más importantes en la vasta marca Geronis que cubría el territorio al este del ducado de Sajonia. Cuando la marca Geronis fue dividida en 965 a la muerte del margrave Gero el Grande, Meissen formó el centro de una nueva marca principalmente contra los sorbios. La primera mención de un margrave en Meissen data de 968. Ese mismo año, el castillo se convirtió también en sede del recientemente creado obispado de Meissen. 
En 979, un cierto conde Rikdag se convirtió en margrave de Meissen, que también adquirió el territorio de las marcas de Merseburgo y Zeitz. Tres años después, el territorio de la marca se había expandido hasta el Neisse por el este y hasta Erzgebirge por el sur. En 983, después de la derrota del emperador Otón II en la batalla de Stilo, las tribus eslavas de Veleti en la frontera oriental de Sajonia se rebelaron. Los obispados de Havelberg y Brandeburgo fueron destruidos y la marca de Zeitz devastada. El margrave Rikdag unió sus fuerzas con los margraves de Lusacia y de la marca del Norte así como con el obispado de Halberstadt y el arzobispado de Magdeburgo, y derrotaron a los eslavos en Belkesheim, cerca de Stendal. Sin embargo, se perdieron vastos territorios y los alemanes retrocedieron otra vez a las tierras al oeste del río Elba.
Con la ascensión del margrave Ecardo, en 985, el título estuvo en posesión de la familia noble de los Ekkehardiner. En 1002, el rey Bolesław I Chrobry de Polonia conquistó la marca Turingia y en la Paz de Bautzen de 1018 los margraves de Meissen tuvieron que ceder el territorio de Milceni, situado en la Alta Lusacia, a Polonia. En 1046, el margraviato fue a manos de Otón de Weimar-Orlamünde y, en 1067, pasó a los Brunonen, cuyo representante, Egbert II, fue depuesto durante la Querella de las Investiduras en 1089.

## Gobierno Wettin

La Marca de Meissen o Misnia bajo los Otón, en torno al año 1000.

El emperador Enrique IV entonces concedió Meissen al conde Enrique de Eilenburg, de la dinastía Wettin bajo cuyo gobierno el margraviato permanecería el resto de su existencia. Bajo Wiprecht von Groitzsch en la década de 1220, Meissen fue finalmente germanizado. Este fue sucedido por Conrado el Grande (1123-56), Otón el Rico (1156-91), y Teodorico el Oprimido (1191-1221), bajo quien la marca fue expandida y desarrollada. 
En 1264, Enrique III se afirmó a sí mismo en la guerra de sucesión del landgraviato de Turingia, donde su tío, Enrique Raspe, había muerto sin descendencia. Entre 1243 y 1255, Enrique III adquirió Pleisseland en torno a Altenburg como medida de seguridad. En 1307, el intento del emperador Enrique VII de subyugar otra vez a los margraves de Meissen fracasó con su derrota en la batalla de Lucka. Para este tiempo el margraviato era de facto independiente de cualquier autoridad soberana.
En los años posteriores a Lucka, hubo gobierno conjunto del principado por múltiples miembros de la dinastía Wettin en cualquier momento. En los años 1382 y 1445, esto incluso llevó a la división de la marca. Sin embargo, la rama menor de la familia frecuentemente quedaba extinta y los territorios consecuentemente eran reunificados. En el mismo tiempo, el territorio pudo ser ampliado mediante matrimonio, compra, o conquista, que es como el margraviato obtuvo los derechos a burgraviato en 1426. A finales del siglo XV, la región gobernada por la dinastía Wettin cubría el territorio entre los ríos Werra y Oder. 
En 1423, el emperador Segismundo concedió al margrave de Meissen, Federico el Pendenciero, el ducado de Sajonia-Wittenberg por su apoyo durante las guerras husitas. De esta manera, el margraviato de Meissen quedó integrado en el Electorado de Sajonia y perdió su estatus como principado independiente. En 1486, la Partición de Leipzig dividió Sajonia y Turingia entre los hermanos Ernesto y Alberto y supuso el inicio de una separación permanente entre los dos estados.

## Burgraviato
Alrededor de 1068, Meissen recibió su propio burgrave. Con el tiempo la familia Meinheringer tomaría el control del burgraviato.